# Luca Steinfeldt
Luca Steinfeldt (* 28. September 1996 in Münster) ist ein deutscher Fußballspieler.

## Karriere
Steinfeldt spielte in der Jugend für Borussia Emsdetten, TuS Laer 08, Preußen Münster und Borussia Dortmund. Mit der U-19 des BVB nahm er in der Spielzeit 2014/15 an der UEFA Youth League teil. Hier kam er in fünf von sechs Gruppenspielen zum Einsatz, aber schied mit dem BVB bereits nach der Gruppenphase aus.
Zur Spielzeit 2015/16 wechselte er aus der U-19 des BVB zur 2. Mannschaft des MSV Duisburg. Hier absolvierte er 21 Partien und erzielte zwei Treffer in der Oberliga Niederrhein (5. Liga). Nach dieser Spielzeit meldete der MSV seine 2. Mannschaft aus finanziellen Gründen vom Spielbetrieb ab.
Daraufhin wechselte der geborene Münsteraner zurück zu Preußen Münster, wo er bereits bis 2012 in der Jugend spielte. Zunächst spielte Steinfeldt bei der 2. Mannschaft in der Westfalenliga (6. Liga). In seiner ersten Spielzeit 2016/17 absolvierte er 28 Partien und erzielte dabei 21 Tore, allerdings belegte er am Saisonende nur den 3. Platz in der Torjägerliste.
Zu Beginn der Spielzeit 2017/18 rückte er in die erste Mannschaft von Münster auf. Sein Debüt in der 3. Liga gab er am 17. November 2017, dem 16. Spieltag. Bei der 0:3-Auswärtsniederlage gegen den Hallescher FC kam er in der 73. Minute für Adriano Grimaldi ins Spiel. Er kam auf insgesamt 2 Einsätze bei der 1. Mannschaft, zudem wurde er bei der 2. Mannschaft in der Westfalenliga mit 25 Saisontoren Torschützenkönig.
Im Sommer 2018 wechselte er in die Oberliga Westfalen zu TuS Haltern. Hier blieb er nur eine Spielzeit und wechselte dann im Sommer 2019 innerhalb der Liga zu Rot Weiss Ahlen. Mit Ahlen gelang ihm in der Spielzeit 2019/20 direkt der Aufstieg in die viertklassige Regionalliga West. Dort konnte er mit RW Ahlen in der Spielzeit 2020/21 die Klasse halten, ehe er dann im Sommer 2021 innerhalb der Regionalliga West zum SV Lippstadt 08 wechselte. Hier verbrachte er eine Spielzeit, neben Einsätzen in der Liga, absolvierte Steinfeldt auch 2 Partien im Westfalenpokal für Lippstadt.
Seit Sommer 2022 steht Steinfeldt erneut bei der Zweitvertretung von Preußen Münster unter Vertrag. Gleich in seiner ersten Spielzeit 2022/23, wurde er mit 27 Treffern Torschützenkönig in der Oberliga Westfalen. Auch in der Saison 2023/24 war er mit 25 Toren der beste Torschütze der Liga. Im Februar 2025 stand Steinfeldt unter Sascha Hildmann erstmals bei der Profimannschaft in der 2. Bundesliga im Spieltagskader, wurde allerdings nicht eingewechselt.

## Titel
- Torschützenkönig
  - der Oberliga Westfalen (2): 2023 (27 Tore), 2024 (25 Tore)
  - der Westfalenliga: 2018 (25 Tore)